# مانی این د بنک (۲۰۲۲)
مانی این د بنک (انگلیسی: Money in the Bank) یک رویداد غیر رایگان (Pay-Per-View) در کشتی حرفه‌ای است که توسط کمپانی دبلیودبلیوئی و برای هر دو برند راو و اسمک‌داون تهیه می‌شود و این دوره‌اش هم در ۲ ژوئیه ۲۰۲۲ در مجموعه ورزشی ام جی ام گرند گاردن آرنا شهر لاس وگاس، ایالت نوادا برگزار شد. این سیزدهمین دوره از مانی این د بنک از زمان شروع این رویداد در سال ۲۰۱۰ بود.
در این رویداد هفت مسابقه برگزار شد.  
در مین اونت این رویداد، آستین تئوری، که اوایل همان شب کمربند قهرمانی ایالات متحده را به بابی لشلی باخته بود، به یک باره در مسابقه نردبان مانی این د بنک حاضر و برنده شد و کیف را به دست آورد.
این آخرین پی پر ویوی کمپانی دبلیودبلیوئی در دوران ریاست وینس مک من، مالک دبلیودبلیوئی بود. مک من در ۲۲ ژوئیه ۲۰۲۲ بازنشستگی خود را اعلام کرد.

## زمینه‌سازی
مانی این د بنک شامل مسابقاتی بین دشمنی‌های موجود، ماجراهای پیش آمده و استوری‌هایی خواهد بود که پیش از این در برنامه‌های را و اسمَک‌دَون پخش شده بود. کشتی‌گیرها با توجه به مسابقات یا سری اتفاقاتی که برایشان رخ می‌دهد و تنش را به حداکثر می‌رساند، نقش منفی یا قهرمان به خود می‌گیرند و در این رویداد به مسابقه و رقابت می‌پردازند.

## نتایج
| #                                                     | نتایج                                                                                             | نوع مسابقه                                                                                                 | مدت زمان |
| ----------------------------------------------------- | ------------------------------------------------------------------------------------------------- | --- | -------- |
| ۱                                                     | لیو مورگان پیروز در مقابل الکسا بلیس و آسکا و بکی لینچ و لیسی اوانز و راکل رودریگز و شاتزی        | مسابقه نردبان مانی این د بنک                                                                               | ۱۶:۳۵    |
| ۲                                                     | بابی لشلی پیروز در مقابل آستین تئوری با تسلیم فنی                                                 | مسابقه تک نفره برای قهرمانی کمربند ایالات متحده دبلیودبلیوئی                                               | ۱۱:۰۵    |
| ۳                                                     | بیانکا بلر (c) پیروز در مقابل کارملا                                                              | مسابقه تک نفره برای قهرمانی کمربند زنان راو دبلیودبلیوئی                                                   | ۷:۱۰     |
| ۴                                                     | د اوسوز (جی اوسو و جیمی اوسو) (c) پیروز در مقابل استریت پروفیتس (مونتز فورد و آنجلو داوکینز)      | مسابقه تگ تیم برای قهرمانی کمربند تگ تیم راو و اسمکداون                                                    | ۲۳:۰۰    |
| ۵                                                     | راندا روزی (c) پیروز در مقابل ناتالیا                                                             | مسابقه تک نفره برای قهرمانی کمربند زنان اسمکداون دبلیودبلیوئی                                              | ۱۲:۳۰    |
| ۶                                                     | لیو مورگان پیروز در مقابل راندا روزی (c)                                                          | مسابقه تک نفره برای قهرمانی کمربند زنان اسمکداون دبلیودبلیوئی لیو مورگان کیف مانی این د بنک خود را کش کرد. | ۰:۳۵     |
| ۷                                                     | آستین تئوری پیروز در مقابل درو مکینتایر و مدکب ماس و اوماس و مت ریدل و سمی زین و ست رولینز و شیمس | مسابقه نردبان مانی این د بنک                                                                               | ۲۵:۲۵    |
| - (c) – نشان‌دهنده قهرمان(هایی) است که به میدان می‌روند |                                                                                                   | |          |